# Продан Алла Аркадіївна
Алла Аркадіївна Продан — радянська бадмінтоністка.

## Кар'єра
Вихованка дніпропетровського бадмінтону. Тренер — А. О. Гайдук.
Чемпіонка СРСР:
- одиночний розряд — 1978, 1979
- парний розряд — 1977, 1978, 1979, 1982

На чемпіонаті Європи 1980 року в парі з Надією Литвинчевою завоювала першу медаль для СРСР.
Працює тренером у Дніпропетровську.
Закінчила Дніпропетровський архітектурно-будівельний інститут.